# Esferas giratorias
El argumento de las esferas giratorias de Isaac Newton intenta demostrar que la verdadera movimiento de rotación puede definirse observando la tensión en la cuerda que une dos esferas idénticas. La base del argumento es que todos los observadores hacen dos observaciones: la tensión en la cuerda que une los cuerpos (que es la misma para todos los observadores) y la velocidad de rotación de las esferas (que es diferente para observadores con diferentes velocidades de rotación). Sólo en el caso de un observador que realmente no rote, la tensión en la cuerda se explicará utilizando únicamente la velocidad de rotación observada. Para todos los demás observadores se requiere una "corrección" (una fuerza centrífuga) que explica que la tensión calculada sea diferente de la esperada usando la velocidad de rotación observada. Es uno de los cinco argumentos de las "propiedades, causas y efectos" del verdadero movimiento y reposo que apoyan su argumento de que, en general, el verdadero movimiento y reposo no pueden definirse como instancias especiales de movimiento o reposo relativo a otros cuerpos, sino que pueden definirse sólo por referencia al espacio absoluto. Alternativamente, estos experimentos proporcionan una  definición operativa de lo que se entiende por "rotación absoluta", y no pretenden abordar la cuestión de la "rotación relativa a ¿qué? "  La relatividad general prescinde del espacio absoluto y de la física cuya causa es externa al sistema, con el concepto de geodésicas del espaciotiempo.

## Antecedentes
.
.

Figura 1: Dos esferas atadas con una cuerda y girando a una velocidad angular ω. Debido a la rotación, la cuerda que ata las esferas está bajo tensión

Figura 2: Despiece de esferas girando en un marco de referencia inercial mostrando las fuerzas centrípetas sobre las esferas proporcionadas por la tensión en la cuerda que las ata

A Newton le preocupaba abordar el problema de cómo podemos determinar experimentalmente los verdaderos movimientos de los cuerpos a la luz del hecho de que el espacio absoluto no es algo que pueda percibirse.  Tal determinación, dice, puede lograrse observando las causas del movimiento (es decir, las fuerzas) y no simplemente los movimientos aparentes de los cuerpos unos respecto a otros (como en el  argumento del cubo). Como ejemplo de observación de las causas, si dos globos terráqueos que flotan en el espacio están unidos por una cuerda, basta con medir la cantidad de tensión de la cuerda, sin más pistas para evaluar la situación, para saber a qué velocidad giran los dos objetos alrededor del centro de masa común. (Este experimento implica la observación de una fuerza, la tensión). Además, el sentido de la rotación -si es en el sentido de las agujas del reloj o en sentido contrario- puede descubrirse aplicando fuerzas a las caras opuestas de los globos y comprobando si esto provoca un aumento o una disminución de la tensión de la cuerda (también en este caso se trata de una fuerza).  Alternativamente, el sentido de la rotación puede determinarse midiendo el movimiento aparente de los globos con respecto a un sistema de fondo de cuerpos que, según los métodos precedentes, ya se ha establecido que no están en estado de rotación, como un ejemplo de la época de Newton, las estrellas fijas.
En la traducción de 1846 Andrew Motte de las palabras de Newton:

Tenemos algunos argumentos para guiarnos, en parte de los movimientos aparentes, que son las diferencias de los movimientos verdaderos; en parte de las fuerzas, que son las causas y efectos de los movimientos verdaderos. Por ejemplo, si dos globos terráqueos mantenidos a una distancia dada el uno del otro, por medio de una cuerda que los une, girasen alrededor de su centro de gravedad común, podríamos, a partir de la tensión de la cuerda, descubrir el esfuerzo de los globos por alejarse del eje de su movimiento. ... Y así podríamos encontrar tanto la cantidad como la determinación de este movimiento circular, incluso en un inmenso vacío, donde no hubiera nada externo o sensible con lo que los globos pudieran compararse.}
Para resumir esta propuesta, he aquí una cita de Born:

Si la Tierra estuviera en reposo, y si, en cambio, todo el sistema estelar girara en sentido contrario una vez alrededor de la Tierra en veinticuatro horas, entonces, según Newton, no se producirían las fuerzas centrífugas [actualmente atribuidas a la rotación de la Tierra].
Max Born: La teoría de la relatividad de Einstein, pp. 81-82

Mach discrepó un poco con el argumento, señalando que el experimento de la esfera giratoria nunca podría hacerse en un universo vacío, donde posiblemente no se apliquen las leyes de Newton, por lo que el experimento realmente sólo muestra lo que ocurre cuando las esferas giran en nuestro universo, y por lo tanto, por ejemplo, puede indicar sólo la rotación relativa a toda la masa del universo.

Para mí, sólo existen movimientos relativos... Cuando un cuerpo gira con respecto a las estrellas fijas, se producen fuerzas centrífugas; cuando gira con respecto a algún cuerpo diferente y no con respecto a las estrellas fijas, no se producen fuerzas centrífugas Ernst Mach, citado por Ignazio Ciufolini y John Archibald Wheeler: Gravitación e inercia, p. 387.

Una interpretación que evita este conflicto es decir que el experimento de las esferas giratorias no define realmente la rotación relativa a nada en particular (por ejemplo, el espacio absoluto o las estrellas fijas); más bien el experimento es una  definición operativa de lo que se entiende por el movimiento llamado rotación absoluta.